# Tordinci
Tordinci es un municipio de Croacia en el condado de Vukovar-Sirmia.

## Geografía
Se encuentra a una altitud de 84 m s. n. m. a 286 km de la capital nacional, Zagreb.

## Demografía
En el censo 2011 el total de población del municipio fue de 2032 habitantes, distribuidos en las siguientes localidades:
- Antin - 735
- Korog - 485
- Mlaka Antinska - 77
- Tordinci - 739

| Gráfica de población de Tordinci 1857-2011                          |
|                                                                     |
| Según los censos de población de la oficina estadística de Croacia. |